# Kusnezow NK-93

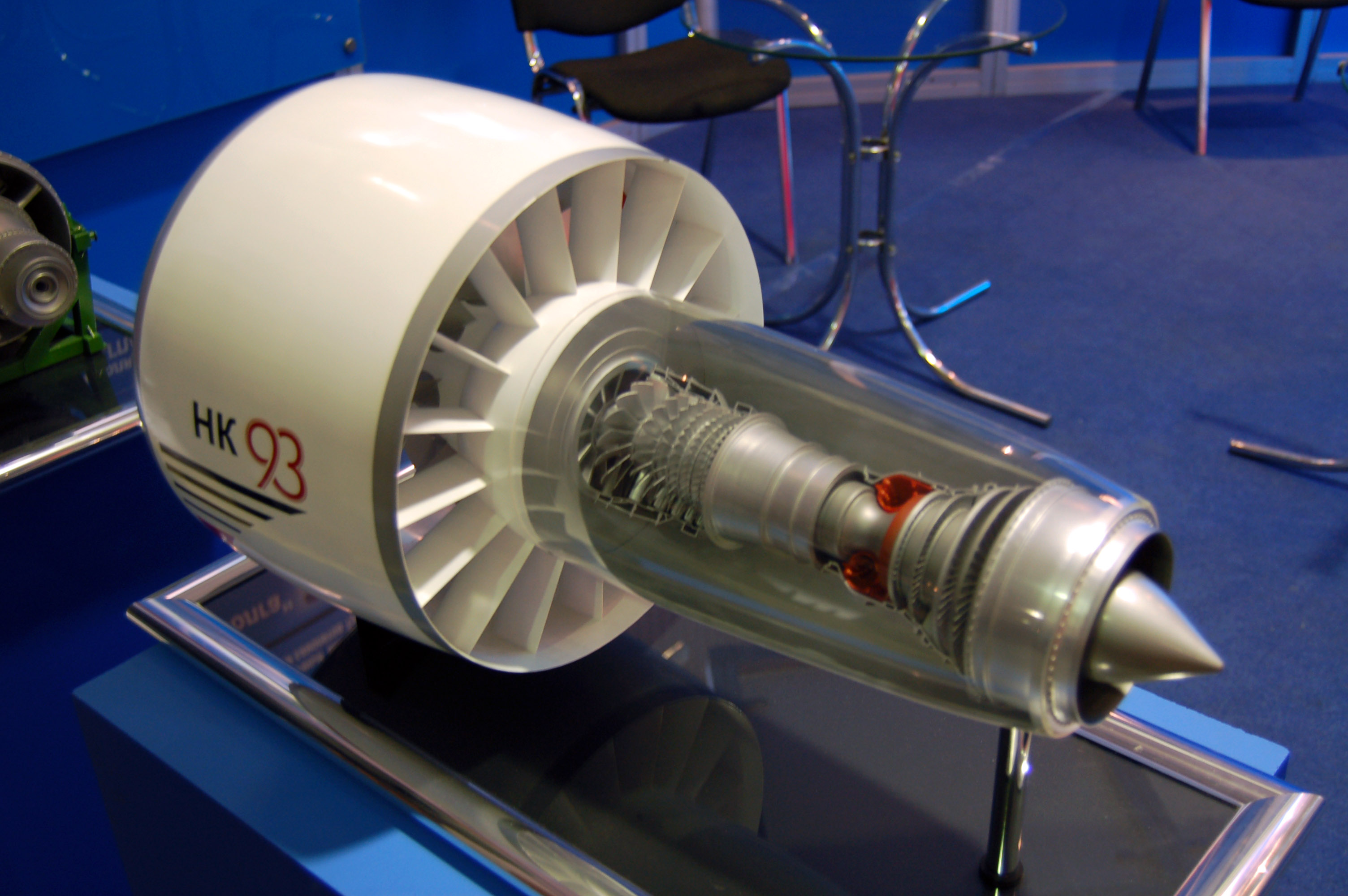
Modell des NK-93 auf der MAKS 2009

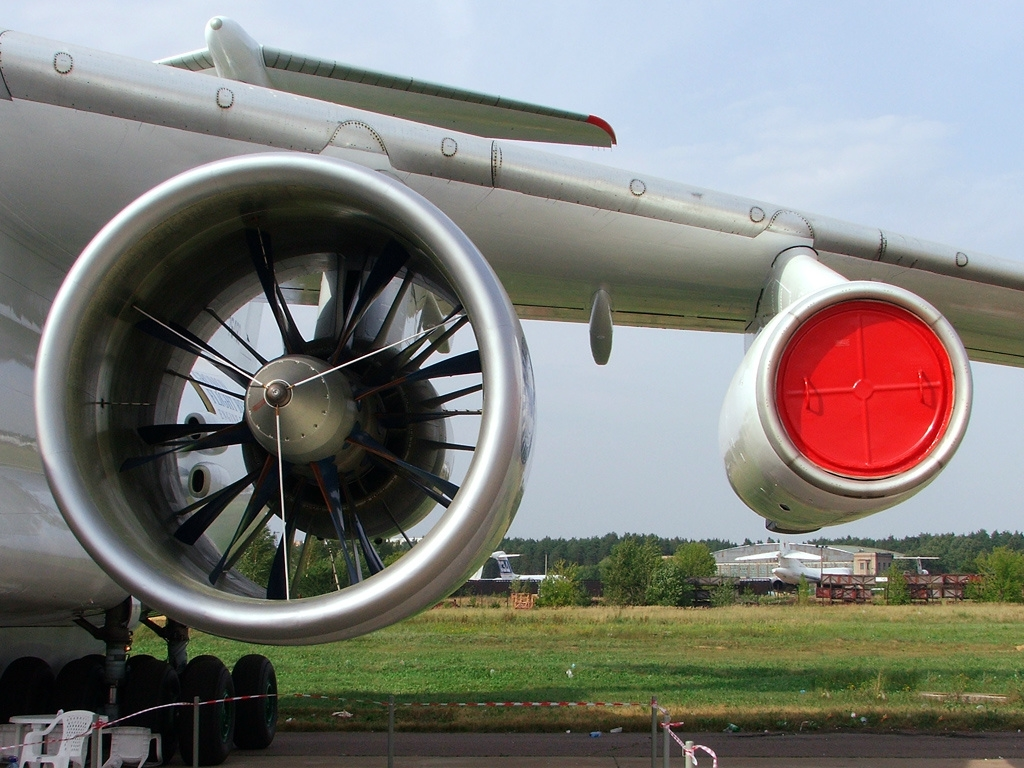
NK-93 an der Il-76LL RA-76492, rechts das Standard-Mantelstromtriebwerk D-30KP

Das Kusnezow NK-93 ist ein Turbofan-Triebwerk der russischen Firma Kusnezow. Der Erstflug fand am 18. Mai 2008 mit einer Il-76LL statt.

## Geschichte
Die Entwicklung begann im Jahr 1988, kam aber wegen Geldmangels nur sehr langsam voran. Eingesetzt werden sollte es an Flugzeugen wie der Il-96M, Tu-204 und Tu-330 (eventuell auch an An-70 und An-124). Die Entwicklung wurde Mitte 2009 aus wirtschaftlichen Gründen eingestellt.

## Beschreibung
Durch seine Bauart mit gegenläufigen Propfans (praktisch ummantelter Turboprop) mit acht bzw. zehn Blättern und dem extremen Nebenstromverhältnis von 16,6:1 soll es bis zu 15 % weniger Treibstoff verbrauchen als andere Triebwerke dieser Leistungsklasse. Die Treibstoffeffizienz wird, wie in stärkerem Maße bei Turboprops auch, durch eine geringe Höchstgeschwindigkeit erkauft (820 km/h für Tu-330).

## Technische Daten
- Schub: ≈180 kN
- Fandurchmesser: 2,9 m
- Länge: 5,97 m
- Trockengewicht: 3630 kg
- Nebenstromverhältnis: 16,6:1